# Pinit Koeykorpkeo
Pinit Koeykorpkeo (thailändisch พินิจ เคยกอบแก้ว; * 5. Dezember 1951) ist ein ehemaliger thailändischer Radrennfahrer.

## Sportliche Laufbahn
Koeykorpkeo war im Straßenradsport aktiv und Teilnehmer der Olympischen Sommerspiele 1972 in München. Im Mannschaftszeitfahren kam Thailand mit Sataporn Kantasa-Ard, Pinit Koeykorpkeo, Sivaporn Ratanapool und Panya Singprayool-Dinmuong auf den 34. Rang des Rennens.
Bei den Asienmeisterschaften 1971 gewann er in der Mannschaftsverfolgung die Bronzemedaille.